# (5990) Panticapaeon
(5990) Panticapaeon (1977 EO) – planetoida z pasa głównego asteroid okrążająca Słońce w ciągu 3,36 lat w średniej odległości 2,24 j.a. Odkryta 9 marca 1977 roku.